# New Ringgold
New Ringgold es un borough ubicado en el condado de Schuylkill en el estado estadounidense de Pensilvania. En el año 2000 tenía una población de 291 habitantes y una densidad poblacional de 131.4 personas por km².

## Geografía
New Ringgold se encuentra ubicado en las coordenadas 40°41′13″N 75°59′53″O / 40.68694, -75.99806.

## Demografía
Según la Oficina del Censo en 2000 los ingresos medios por hogar en la localidad eran de $27,083 y los ingresos medios por familia eran $32,250. Los hombres tenían unos ingresos medios de $31,500 frente a los $19,167 para las mujeres. La renta per cápita para la localidad era de $13,492. Alrededor del 10.2% de la población estaba por debajo del umbral de pobreza.